# 大学院受験
大学院受験（だいがくいんじゅけん）とは、大学院の入学試験を受験することである。大学院の入学試験については、大学院入試（だいがくいんにゅうし）、院試（いんし）などとも呼ばれている。

## 概要
大学院の課程には、修士課程、専門職学位課程、博士課程がある。日本において大学院の課程に入学志願できる者は、大学を卒業または卒業見込みの者、学士の学位を有する者などがあげられる。その他、大学院をおく各大学が個別に入学資格を事前審査し、当該大学院の入試に出願できる場合がある。大学院によっては、飛び入学制度を設けているところもある。大学院受験においては、当該大学院を設けている大学の学部の卒業見込み者に対しては内部推薦枠が存在する。

## 試験内容
試験内容は研究科および専攻によって異なる。また、学習指導要領のような試験範囲を決定する材料が存在しないため、大学入試とは異なり大学院ごとに問われる範囲にバラツキがある。そのため、大学院入試を一概に語ることはできない。一般的に理工系大学院においては、語学、専門科目、口述試験を課している大学院が多い。ここでは例として、代表的な理工系大学院での入試科目を下表に記す。
| 大学院         | 研究科         | 専攻               | 試験科目                       | 試験科目 | 試験科目                                                                           |
| 大学院         | 研究科         | 専攻               | 外国語                         | 専門科目 | 口述試験                                                                           |
| -------------- | -------------- | ------------------ | ------------------------------ | --- | ---------------------------------------------------------------------------------- |
| 東京大学大学院 | 数理科学研究科 | 数理科学専攻       | 数学に関する英文の読解及び作文 | A：線形代数、微分積分、複素解析、常微分方程式、集合・位相などの問題 B：専門的問題（10数題の問題から3題選んで解答） | 専門科目についての一般的質問                                                       |
| 東京大学大学院 | 理学系研究科   | 物理学専攻         | TOEIC ITP🄬テスト               | 数学（1題）：物理学研究に必要な基礎的な数学 物理学（3題）：古典力学、電磁気学、統計力学及び量子力学 | サブコースごとに分かれた口述試験                                                   |
| 東京大学大学院 | 理学系研究科   | 天文学専攻         | TOEIC ITP🄬テスト               | 数学（1題） 物理学（2題） 天文学（1題）：天文学の知識を前提とせず、物理学や数学の素養だけでも解答できる問題 | 天文学研究に必要な思考能力をみる                                                   |
| 東京大学大学院 | 理学系研究科   | 地球惑星科学専攻   | TOEIC ITP🄬テスト               | 数学（1題）：数理科学基礎、微分積分、線形代数、常微分方程式、ベクトル解析、統計データ解析、物理数学の基礎 物理学（1題）：力学、電磁気学、熱力学の3分野の基礎的な内容 化学（1題）：物理化学、無機化学、有機化学の3分野の基礎的な内容 生物学（1題）：遺伝、膜構造、代謝、増殖、形態形成、恒常性と環境応答、生態系、生物多様性など 地球科学（1題）：①堆積学、表層環境、自然地理、第四紀環境変化、②地質図作成法、地域地質、地球史、③地球内部構造、鉱物学、④変成作用、変成帯、⑤火成作用、火山プロセス、⑥構造地質学、テクトニクスの6分野の基礎的な内容 から2題選択 | 小論文の内容に関連した口述試験                                                     |
| 東京大学大学院 | 工学系研究科   | 建築学専攻         | TOEFL、IELTS、TOEIC            | 専門課題Ⅰ：建築学に関する基礎的な課題 専門課題Ⅱ：次の4群の中からいずれか1群を選択 第1群 建築設計課題 第2群 建築計画、建築史、構法系課題 第3群 建築環境系課題 第4群 建築構造、建築材料系課題 | 一人当たり数分程度の面接                                                           |
| 東京大学大学院 | 工学系研究科   | 機械工学専攻       | TOEFLテスト                    | 数学：微積分および微分方程式、級数・フーリエ解析および積分変換、ベクトル・行列・固有値（線形代数）、曲線・曲面、関数論・複素数、確率・統計、情報数学、その他 機械工学（第1部）：主に熱工学、流体工学の分野 機械工学（第2部）：主に材料力学、機械力学・制御、機械設計・生産工学の分野 | 専門分野、研究課題、指導教員などについて試問                                       |
| 東京大学大学院 | 工学系研究科   | 精密工学専攻       | TOEFLテスト                    | 数学：微積分および微分方程式、級数・フーリエ解析および積分変換、ベクトル・行列・固有値（線形代数）、曲線・曲面、関数論・複素数、確率・統計、情報数学、その他 物理学：力学、電磁気学 | 研究内容・計画，志望動機，抱負など                                                 |
| 東京大学大学院 | 工学系研究科   | 航空宇宙工学専攻   | TOEFLテスト                    | 数学：微積分および微分方程式、級数・フーリエ解析および積分変換、ベクトル・行列・固有値（線形代数）、曲線・曲面、関数論・複素数、確率・統計、情報数学、その他 専門科目：①流体力学（流体力学・高速空気力学）、②固体力学（材料力学・構造力学）、③航空宇宙システム学（飛行力学・制御学）、④推進工学（熱力学・機械力学）の合計4科目より3科目を選択して解答 | 入学してから研究しようとする分野に関する事項および学部における卒業論文に関する事項 |
| 東京大学大学院 | 工学系研究科   | 電気系工学専攻     | TOEFLテスト                    | 専門科目：電磁気学、電気回路、情報工学Ⅰ、情報工学Ⅱ、固体物性、制御・電気エネルギー工学 から2問を選択して解答 | 志望分野とその理由のほか、その分野に関する基礎的事項に ついて質問                  |
| 東京大学大学院 | 工学系研究科   | 物理工学専攻       | TOEFLテスト                    | 数学：微積分および微分方程式、級数・フーリエ解析および積分変換、ベクトル・行列・固有値（線形代数）、曲線・曲面、関数論・複素数、確率・統計、情報数学、その他 物理学：力学、電磁気学、統計熱力学、量子力学を基本とし、光学、固体物理学を含む物理学の分野 | 受験者は現在行っている卒業研究又はそれに準じたものについて発表                     |
| 東京大学大学院 | 工学系研究科   | マテリアル工学専攻 | TOEFLテスト                    | 数学：微積分および微分方程式、級数・フーリエ解析および積分変換、ベクトル・行列・固有値（線形代数）、曲線・曲面、関数論・複素数、確率・統計、情報数学、その他 物理学：力学、電磁気学 化学：物理化学、無機化学、有機化学 マテリアル工学基礎：①熱力学・速度論（材料プロセス）、②組織学（化学・構造）、③材料物性学（固体物理学・量子力学）、④材料力学（弾性学・強度学）の4つの分野から各1問、計4問を出題し、うち2問を選択し解答 | 詳細については受験票交付時に連絡                                                   |